# عصام حجي
عصام محمد إبراهيم حجي عالم فضاء مصري أمريكي، يعمل في وكالة ناسا في مجال علم الصواريخ، وهو ابن الفنان التشكيلي الكبير محمد حجي، وشغل منصب المستشار العلمي لرئيس الجمهورية في مصر عام 2013 قبل استقالته في 30 يونيو 2014.

## نبذة
من النصائح التي يقدمها عصام حجي للعلماء الشباب والمهندسين، أن يقوموا بأخذ الوقت الكافي في التعلم والقراءة والملاحظة قبل المشاركة بالمشاريع العلمية لأن هذا الوقت هو الذي يحدد أداءك في أي نشاط بحثي. كما يقول حجي أن أحد أحلامه المتعلقة بمستقبل الاستكشافات الفضائية هو رادار تكون مهمته الرئيسية هي استكشاف سطح المريخ. أما عن ميزة هذا الرادار فهي قدرته على كشف الكثير من التفاصيل السطحية في المناطق القاحلة للأرض؛ كما أنه أظهر إمكانات كبيرة في تغيير نظرتنا إلى الهيدرولوجيا القديمة في الصحراء الكبرى. أما فيما يتعلق بالمريخ، فسيكشف الرادار عن إمكانية توضع شبكات صرف غير محددة بالإضافة إلى المزيد من الخصائص الهيدروجيولوجية تحت سطح المريخ.
يعتبر رادار العمل الميداني الذي يخترق الأرض في الصحراء الكبرى وصحراء أمارغوسا كنظير محتمل للمريخ، من التجارب المميزة لعصام حجي.
يقول حجي «يشتمل عملي البحثي على رسم خرائط سطحية للهياكل الهيدرولوجية والجيولوجية في البيئات الكوكبية القاحلة والباردة باستخدام الرادار وتقنيات التصوير الصوتي. تغطي الدراسة تطبيقين هامين، الأول هو تقييم إمكانيات الرادار المدارية ذات التردد المنخفض ورادارات اختراق الأرض من أجل رسم خريطة للوجود المحتمل لخصائص المريخ الهيدرولوجية تحت سطحه، كعدسات المياه المحلية أو أنظمة طبقات المياه الجوفية. ويشمل هذا النهج توصيف كهرومغناطيسي للمواد في المريخ بالإضافة إلى المحاكاة العددية لانتشار الموجات في النماذج الجغرافية الكهربائية والدراسات الاستقصائية الميدانية ودراسات العلوم الكوكبية المقارنة. أما النقطة الرئيسية الثانية، فهي استخدام تقنيات الرادار من أجل استكشاف المعالم الجيولوجية شديدة التآكل والمغطاة بالأتربة من أجل تتبع الطبقات والهياكل الجوفية على نطاق واسع. ويشمل ذلك رسم خرائط لحطام الصدمات، وشبكات الصرف الهيدرولوجية القديمة والميزات البركانية كالصدوع وأنابيب الحمم البركانية والتدفقات. يمكن تلخيص العناصر الأساسية لهذا البحث بما يلي: توصيف كهرومغناطيسي لنظائر تربة المريخ؛ دراسات تماثلية للرادار المخترق للأرض؛ محاكاة رقمية للتفاعل الموجي للتربة.».

## حياته
ولد عصام في العاصمة الليبية طرابلس سنة 1975 وحصل على الشهادة الابتدائية والتحق والده بالعمل الدبلوماسي بالجامعة العربية أثناء فترة تواجدها بتونس في الثمنينات فبعد أن انتقل الابن مع أبيه إلى تونس وحصل فيها على شهادة المتوسط عاد بعدها إلى القاهرة وحصل من جامعة القاهرة على بكالوريوس في علم الفلك، ارتحل بعدها إلى باريس طلبا للعلم واستكمالا لدراسته فحصل على الماجستير في علم الفضاء سنة 1999 ثم تبعها بالدكتوراه من نفس الجامعة سنة 2002 وهي أول دكتوراه مصرية في علم اكتشاف الكواكب.
وجّه حجى عدة رسائل للسياسيين في العالم العربي، أن نجاح أي مشروع في العمل السياسي لن يتحقق إلا بوجود مكون تعليمي حقيقي يتضمنه هذا المشروع. مضيفا أنه لابد من تجنب الهجوم والنقد لأي أفكار بناءه تهدف لصناعة نهضة علمية. ونوّه حجي لدور التعلى م في إذابة المسافات بين طبقات المجتمع داعيًا إلى التخلي على النظرة التشاؤمية في مواجهة العقبات أمام أي مشروع تعلى مي ينهض بالمجتمع.
وذكر حجي تجربته أثناء عمله كمستشار علمي لرئاسة الجمهورية وكيف رأى مناخ اليأس الذي يخيّم على الأجواء تجاه أي محاولات إصلاحية للعملية التعلى مية. وشدد حجي على ضرورة أن يكون التعليم مشروع الثورة العربي لرفع مستوى المواطن، مبينا خطورة الجهل على المجتمعات، مضيفا أن طريق الديمقراطية يبدأ من التعليم.
ويري حجي أن إصلاح العلاقة بين الرجل والمرأة في العالم العربي هي أول طرق الإصلاح الحقيقي، لاستنزفها الطاقات الذهنية والفكرية والاقتصادية للأسرة العربية. وقارن حجي حسب الإحصائيات بين ما ينفق على التعليم وما ينفق على الزواج، فذكر أن هناك حوالي 924 ألف حالة زواج في العام بمتوسط إنفاقي خمسة آلاف دولار ما يقرب حوالي 9 مليارات دولار. مضيفًا أن ما ينفق على ميزانية التعلى م 5 مليارات دولار في العام مقابل 9 مليارات على بند العادات والتقاليد.
«السياسة ليست فقط صراع كراسي ومناصب ولكنها تخص الحياة العادية للمواطن والإصلاح السياسي يبدأ من إصلاح التعليم» - عصام حجي

## حياته العملية
بدأ عصام حجي مشواره العلمي كمعيد بكليات العلوم بجامعة القاهرة سنة 1997 ثم باحثا بالمركز القومي للبحوث CNRS بفرنسا سنة 1999 ثم مدرسا بجامعة القاهرة سنة 2002 ثم باحثا بمركز الفضاء الفرنسي CNES ثم أستاذاً مساعداً بجامعة باريس ثم انتقل للعمل بوكالة ناسا لأبحاث الفضاء بالولايات المتحدة.
يعمل الدكتور عصام حجي حاليا في معمل محركات الدفع الصاروخي بوكالة ناسا الأمريكية في القسم المختص بالتصوير بالرادار والذي يشرف على العديد من المهام العلمية لاكتشاف كواكب المجموعة الشمسية. ويشرف حجي في الوقت الراهن على مشروع قمر صناعي يدرس المياه الجوفية وأثار التغير المناخي على المناطق الصحراوية. كما يعمل في فريق بحث علماء ضمن مشروع الذي تتعاون فيه ناسا مع إيسا لدراسة المذنبات، كذلك يشارك في أبحاث استكشاف الماء في المريخ وتدريب رواد الفضاء وتصميم مركبات الفضاء المتجهة إلى أجزاء مختلفة من المجموعة الشمسية. كما أنه يشغل منصب أستاذ لعلوم الفضاء بجامعة باريس بفرنسا وأيضاً عضو زائر بهيئة التدريس بجامعة كالتك Caltech بولاية كاليفورنيا وهي نفس الجامعة التي يدرس فيها الدكتور أحمد زويل وهي أعلى الجامعات الأمريكية في مجال العلوم.
يعد عصام حجي رمزا للعديد من الشباب في مصر وعرف بموقفه بمطالبات إصلاح التعليم الجامعي والقضاء على الفساد المستفشي في المنظومة التعليمية.وقد صنفته الجامعة العربية ومجلة تايمز سنتبيتسبرج الأمريكية كواحد من أهم لشخصيات الفكرية في مصر والعالم العربي وهو في التاسعة والعشرين من عمره. وحصل عصام حجي إلى العديد من الجوائز العلمية تقديرا لدوره في اكتشاف المياه على المريخ ومايعني ذلك لفهم تطور المياه على كوكب الأرض وخاصةً تطوير اكتشاف المياه في المناطق الصحراوية. وفي عام 2006 منحته فرنسا جنسيتها كعالم متميز. ويذكر أن جامعة القاهرة قامت بفصل العالم المصري في سنة 2004 بسب نقده للفساد في إدارة الجامعة في ذلك الوقت واحتجاجه على اكتمال الإجراءت الإدارية. ومع الرغم من انجازته العلمية لم يحصل عصام حجي على أي تكريم في مصر. ويقيم حاليا بمدينة لوس انجلس بولاية كاليفورنيا في الولايات المتحدة.

## مساهماته

### استكشاف المريخ (بشكل عام)
تضمن عمل حجي البحثي رسم خرائط وسبر البنى الهيدرولوجية والجيولوجية تحت سطح الأرض في البيئات الكوكبية القاحلة باستخدام تقنيات التصوير الصوتي والرادار. واهتم حجي بتطبيقين محتملين؛ الأول هو دراسة إمكانيات الرادار ذات السبور المنخفضة والمدارات ذات الاختراق الأرضي من أجل استكشاف المعالم الهيدرولوجية المحتملة تحت سطح المريخ مثل عدسات المياه المحلية أو أنظمة طبقات المياه الجوفية. وتشمل دراساته التوصيف الكهرومغناطيسي للمواد الشبيهة بالمواد المريخية، والمحاكاة العددية لانتشار الموجات في النماذج الجيوكهربائية، والدراسات الاستقصائية الميدانية GPR، والدراسات الكوكبية المقارنة.

### انعكاسات شخصية
يقول حجي أنه يجب على المهندسين والعلماء الشباب أن يأخذوا الوقت الكافي للتعلم والقراءة والملاحظة قبل المشاركة في المشاريع العلمية، لأن هذا الوقت هو الذي يحدد أداءك في أي نشاط بحثي.

## استكشاف المريخ
من المهام العلمية الرائدة التي شارك فيها الدكتور حجي مهمة استكشاف الحياة على سطح المريخ، عن طريق المعدات فائقة الحساسية بالصحراء الغربية في مصر، وذلك للكشف عن المياه على عمق 600م، وكانت التجربة جزءًا مهمًا في التحضير لمهمة المركبة الفضائية «فيونيكس» التي انطلقت للمريخ وأسفرت عن إنجازات علمية كبيرة أبرزها اكتشاف وجود الجليد في قطبيه شمالا وجنوبا، ما يعني احتمال وجود شكل من أشكال الحياة في ماضي هذا الكوكب.
وقال الدكتور حجي إن المياه المكتشفة على المريخ مختلطة ببعض معادن التربة، أما المياه الجوفية العميقة التي تبعد مئات الأمتار عن السطح فبها نسبة أملاح ملحوظة، مؤكداً أن اكتشاف الجليد المائي تحت سطح المريخ سيفتح أبوابًا مازالت مجهولة، حول طبيعة الخلايا الأولية التي نشأت منها الحياة في الماضي.
ويري حجي أنه يمكن لمصر الاستفادة من هذه الأبحاث الفضائية للتعرف على حجم المخزون الجوفي من المياه، وتطوير وسائلها العلمية لتكنولوجيا البحث عما تحت السطح، مشيراً الي أن وكالة الفضاء الأمريكية «ناسا» قد استفادت كثيرا من الدراسات التي أُجريت بالصحراء الغربية، وساهمت بشكل واضح في مهمة المسبار «فونيكس»، ووفرت الكثير من الجهد والوقت لمعرفة الطريقة العلمية التي سوف تُستخدم في صحراء المريخ. وقد أسندت «ناسا’» للدكتور حجي مهمة الإشراف على تدريبات مكثفة لرواد الفضاء، بهدف التعامل مع طبيعة الصخور السطحية للكوكب أثناء الملاحة التي يقومون بها للقمر ثم للمريخ.
ويعتقد العالم المصري أن أهم اكتشاف في رحلة فونيكس هو وجه التشابه بين المريخ والأرض، ثم حقيقة أن الحياة الأولية بدأت على هما بنفس الطريقة وتحت نفس الظروف، لكن الحياة الأولية على المريخ سبقت الأرض بملايين السنين ثم اختفت، بينما تطورت على الأرض نظراً لظروف وطبيعة المناخ، وهذا ما يرجح أن الحياة على الأرض ربما تكون الجيل الثاني أو الثالث داخل المجموعة الشمسية، ولا يستبعد العالم الشاب أن تكون هناك حياة عاقلة ومتطورة أخرى في الكون، والشيء الأكيد ـ حسب وجهة نظره ـ أننا لسنا وحدنا، لأن المادة الأولية توزعت بانتظام في كل أرجاء الكون.

## عنق الزجاجة الحضاري
خلال الأعوام الأخيرة سافر د. حجي إلي ألمانيا وإيطاليا وأسبانيا وهولندا والنمسا وأمريكا واليابان، وقدم محاضرات عديدة باعتباره مرجعًا في موضوع الكشف عن المياه على المريخ، وهو يحرص دائما على المشاركة في المناقشات التي تدور داخل الجامعات والمراكز البحثية في مصر، التي يزورها عدة مرات في العام الواحد ويلتقي زملاء الدراسة والعمل لمناقشة ما استجد من التطورات العلمية والبحثية.
ويقول الدكتور حجي: «إن نظام التعلى م العربي به العديد من المشاكل، ولكن الأخطر من ذلك هو واقعية الشباب لدرجة البؤس في تعاملهم مع مشاريعهم وأحلامهم.. لماذا لا نحلم؟!» مؤكداً أنه تعامل مع النظام التعليمي العربي في ثلاث دول هي ليبيا وتونس ومصر، ولم يدرس في مدرسة خاصة، ولم يدفع نقودًا للذهاب إلى جامعة مميزة، كان يجلس على نفس الأدراج المهشمة، ويذهب بنفس المواصلات، ويفهم من نفس الأساتذة.
ويقول: «نحن أمة مشغولة جدًّا بصورة الاخرين عنها وغير مشغولة تمامًا بصورتها عن نفسها»، ويرى أن الحل يكمن في العمل بجدية وحماس وثقة في أن تاريخنا العربي مُشرّف، وبه الكثير من النقاط المضيئة التي يجب أن نبدأ منها وننطلق لنتجاوز «عنق الزجاجة الحضاري الذي ننحشر فيه الآن».
ويتساءل الدكتور حجي: «لماذا ترفع الحكومات العربية شعار الاستثمار في كل شيء ولا ترفع شعار الاستثمار في مجال التعليم؟» فهو يرى أن ذلك هو الثروة الحقيقية التي يجب تنميتها وإنضاجها كي نعالج الخلل الحضاري الذي تعاني منه الأمة العربية.
هذا وقد حصل الدكتور عصام حجي على مجموعة من الجوائز، هي: «جائزة زكي عياد» من جامعة القاهرة عام 1997م، وأفضل مشروع بحثي لرسالة دكتوراه من «جامعة باريس» عام 2001م، والجائزة الشرفية «للأكاديمية الفرنسية للعلوم» عام 2003م.

## منصبه كمستشار علمي للرئيس المصري
في الأسبوع الأخير من أغسطس عام 2013 أعلن المستشار الإعلامي لرئيس الجمهورية أحمد المسلماني تعيين الدكتور عصام حجى مستشارا علميا للرئيس المؤقت عدلى منصور مشيرا إلى أنه كان يعمل في وكالة ناسا الأمريكية للفضاء والتقى به منصور بمقر رئاسة الجمهورية بمصر الجديدة «حجى» عقب عقد مؤتمر صحفى عالمى مشترك بصحبة «المسلمانى» ظهر خلاله حجى لأول مرة مطالبا بإنشاء مجلس للعلماء ووضع مادة في الدستور لدعم البحث العلمي بنسبة ثابتة من الناتج القومي وتفاءل الجميع بالمستشار العلمي الذي يحمل تاريخًا مشرفًا، مشيرا إلى أن الديمقراطية والدولة الحديثة لا تأتيان إلا بالعلم وأنه طلب من الرئيس إنشاء مجلس علماء مصر لحل مشاكل البحث العلمي موضحا أن مصر لديها تحديات علمية منها التصحر والتغير المناخى ومشكلة المياه وأنه سيعيد مصر إلى الطريق العلمي الصحيح وأن البلد ليس في معركة أمنية إنما في معركة أيديولوجية وسيسعى جاهدًا للقضاء على حالة الإحباط التي تنتاب الشباب مشددا على ضرورة أن يكون التعليم هو لغة الحوار بيننا وليس التطرف والعنف.
توسم الجميع خيرًا في مستشار الرئيس العلمي، لكن لقاءاته جاءت ضعيفة بحث فيها عن التلميع الإعلامي ومنها لقائه مع الدكتور محمد عبد المطلب وزير الموارد المائية والرى وبحثا خلاله التعاون في المجالات الفنية المتعلقة بملف المياه ونتائج اللقاء تمخضت في بيان إحصائى عن أن ما يسقط من أمطار على حوض النيل يبلغ 1660 مليار م3 من المياه يستخدم منها 84 مليار م3 فقط مما يدل على أن كمية الأمطار الساقطة على الحوض تكفى جميع الدول وأن المشكلة ليست في ندرة المياه، ولكنها في كيفية تحسين الاستفادة منها واستغلالها بالشكل الأمثل والوصول لحلول لاستقطاب الفواقد الضخمة التي تضيع في المستنقعات دون اتخاذ أي خطوات إيجابية في حل تلك المشكلة أو التعرض لأزمة سد النهضة الاثيوبي التي تفاقمت وأصبح تمثل خطر حقيقى على أمن مصر المائي ومع الدكتور رمزي ستينو وزير البحث العلمي السابق وبحثا الإجراءات الخاصة بإنشاء مجلس للعلماء ووضع مادة في الدستور لدعم البحث العلمي بنسبة ثابتة من الناتج القومي وأهم المعوقات التي تعترض البحث العلمي في مصر وتبادل الرؤى البحثية واستعراض الأفكار التي تهدف إلى تطوير المنظومة البحثية في مصر خلال الفترة المقبلة بما يضمن تعظيم الاستفادة من الدراسات والأبحاث العلمية لخدمة المجتمع والنهوض به على أساس الاقتصاد القائم على المعرفة واستعراض عدد من القضايا ذات الأولوية العلمية لمصر في المرحلة الحالية خاصة المياه والغذاء والتغيرات المناخية ولم يكن كل ذلك سوى حديث ودى لم يرتق إلى حيز التنفيذ محلك سر ولقاء مع الدكتورة مها الرباط وزيرة الصحة السابقة بمكتبها بقصر العينى بحضور أحمد المسلماني المستشار الإعلامي وبحثوا سبل القضاء على الفقر والجهل والمرض كلام فقط ولم يقدموا حلولًا واقعية لتخفيف المعاناة عن الشعب المصري.
وشهد مقر رئاسة الجمهورية بمصر الجديدة الاتحادية عقد «حجي» اللقاء المجمع مع وزراء البحث العلمي والتربية والتعليم والتعليم العالي واعقبه لقاء بوزيرة البيئة وقام «حجى» بزرع شجرة لحث المواطنين على زراعة الأشجار في الأحياء التي يسكنون بها وشاركته وزيرة البيئة ليلى اسكندر في حملة للنظافة بالمقطم.
كما أطلق «حجى» بالاشتراك مع وزير التربية والتعليم الدكتور محمود أبو النصر الخطة القومية لتطوير التعليم ما قبل الجامعي 2014-2030 تحت عنوان «معا نستطيع.. تقديم تعليم جيد لكل طفل- تمهيدا لطرحها من جانب مؤسسة الرئاسة للحوار المجتمعي فضلآ عن تصريحاته بدخول مصر عصر الفضاء والعمل على إطلاق وكالة فضائية مصرية».
تصريحاته دائما ما تسبب إزعاجًا لمؤسسة الرئاسة، حيث ورط الرئاسة في أنها تدعم مشروع «زويل» العلمي بالرغم من عدم إعلان القضاء كلمته في ذلك الوقت مما عرض الرئاسة لموقف بالغ الحرج.

## وصلات خارجية
- عصام حجي في برنامج ناسا لاستكشاف المريخ (الموقع الرسمي لناسا (بالإنجليزية)) نسخة محفوظة 3 يونيو 2011 على موقع واي باك مشين.
- عصام حجي في برنامج ناسا لاستكشاف القمر (الموقع الرسمي لناسا (بالإنجليزية))
- عصام حجى العالم المصرى المسؤول عن برنامج استكشاف المريخ في «ناسا»: مركباتى الفضائية وصلت المريخ بسهولة.. وعانيت «الأمرين» لإدخالها مصر
- Essam Heggy documentary by Al Jazeera على يوتيوب
- Essam Heggy NASA Web page
- حجي (رجل المريخ)، جريدة الأهرام المصرية، 24 أبريل 2010
- Dr.Essam Heggy, Lunar and planetary institute